# Liste von Stätten des Königreichs Guge
Dies ist eine Liste von Stätten des Königreichs Guge.

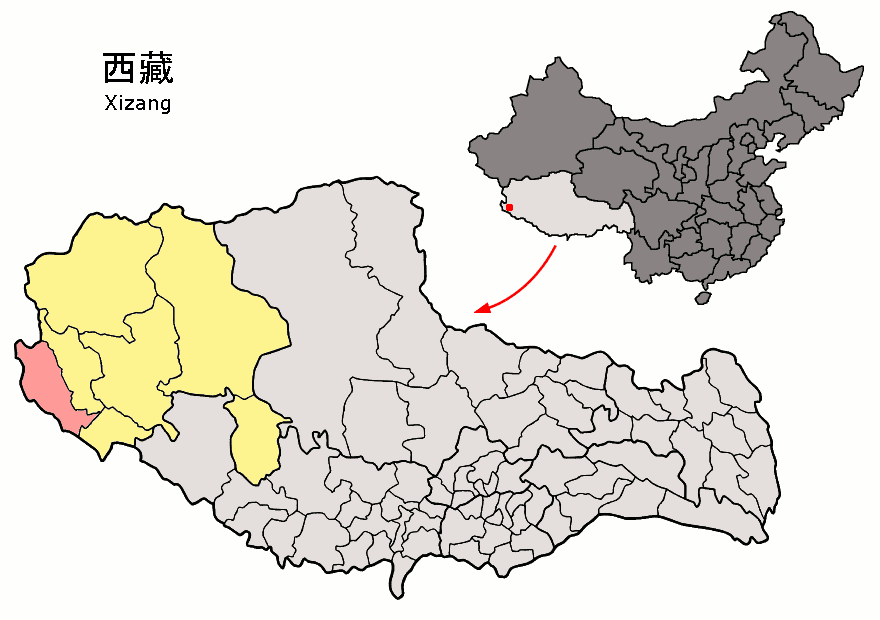
Lage des Kreises Zanda (rosa) im Regierungsbezirk Ngari (gelb)

Das Zentrum des Reiches befand sich in Zanda (Tsada Dzong, tibetisch རྩ་མདའ་རྫོང Wylie rtsa mda’ dzong, chinesisch 札达县, Pinyin Zhádá Xiàn), dem Kreis des Regierungsbezirks Ngari (chinesisch Ali) im Westen des Autonomen Gebiets Tibet der Volksrepublik China.
Die Stätte mit der chinesischen Bezeichnung Guge wangguo yizhi 古格王国遗址 (Stätte des Königreichs Guge) steht seit 1961 auf der Liste der Denkmäler der Volksrepublik China (1-161).
Es befinden sich unter anderem die wichtigen Höhlenstätten von Donggar (chinesisch Dongga yizhi 东嘎遗址) und Piyang (Piyang yizhi 皮央遗址) darunter.

## Übersicht
- Dawa (Mda' pa; Dawa yizhi 达瓦遗址) (auch Daba bzw. Daba yizhi 达巴遗址) web
- Dongga (Dongga yizhi 东嘎遗址) web
- Duoxiang (Mdo shang/do shang mkhar rdzong; Duoxiang yizhi 多香遗址) web
- Kapu (Mkhar phug; Kapu yizhi 卡普遗址) web, web
- Mailong (Mailong yizhi 麦龙遗址)
- Malang (Ma nang; Malang yizhi 玛朗遗址)
- Piyang (Piyang yizhi 皮央遗址) web
- Qiangdang (Qiangdang yizhi 羌当遗址)
- Xiangxiong ducheng Qionglong Yincheng de yizhi 象雄都城穹窿银城的遗址 (khyung lung dngul mkhar) web, web, web, web, siehe Shangshung
- Xiangzi (Xiangzi yizhi 香孜遗址) (Qangzê; byang rtse)
- Zhabran